# Muerte en el Nilo (película de 1978)
Death on the Nile (en Argentina, Ecuador, España, México y Perú Muerte en el Nilo) es una película británica estrenada el 6 de octubre de 1978 dirigida por John Guillermin. Basada en novela policíaca homónima escrita por Agatha Christie el guion fue adaptado por Anthony Shaffer. Su banda sonora fue compuesta por Nino Rota.
El reparto, encabezado por Peter Ustinov en la primera de sus seis encarnaciones para la gran pantalla como Hércules Poirot, incluye a Lois Chiles, Simon MacCorkindale, Mia Farrow, Jane Birkin, George Kennedy, Bette Davis, Jon Finch, Maggie Smith, Angela Lansbury, Olivia Hussey, David Niven y Jack Warden.
La cinta obtuvo 5 galardones, incluyendo 1 premio Óscar a diseño de vestuario, y 6 nominaciones en total.

## Sinopsis
Linnet Ridgeway es una rica heredera que se casa con Simon Doyle, el novio de su mejor amiga: Jacqueline de Bellefort. Despechada, Jacqueline persigue a la pareja durante su viaje de novios, quienes embarcan en un crucero por el Nilo y en el que todos los pasajeros, salvo el detective Hércules Poirot y su amigo el Coronel Race, tienen motivos para matarla. 
La joven es asesinada y Poirot entonces busca identificar al asesino. Finalmente descubre al criminal, no sin que se hayan producido antes otros crímenes en el transcurso del viaje.

## Reparto
- Peter Ustinov - Hércules Poirot
- Lois Chiles - Linnet Ridgeway
- Simon MacCorkindale - Simon Doyle
- Mia Farrow - Jacqueline de Bellefort
- Jane Birkin - Louise Bourget
- George Kennedy - Andrew Pennington
- Bette Davis - Maria Van Schuyler
- Jon Finch - James Ferguson
- Maggie Smith - Señorita Bowers
- Angela Lansbury - Salome Otterbourne
- Olivia Hussey - Rosalie Otterbourne
- David Niven - Coronel Johnny Race
- Jack Warden - Dr. Ludwig Bessner
- Harry Andrews - Barnstable
- Sam Wanamaker - Rockford

## Producción

### Desarrollo
Los productores John Brabourne y Richard Goodwin querían repetir su éxito de Murder on the Orient Express. Por ello hicieron esta segunda adaptación de una obra de Agatha Christie al cine. Llevados por ese éxito se quiso incluso cambiar el nombre de esta segunda adaptación queriéndolo llamar Asesinato en el Nilo pero al final se decidió respetar el título original de la novela.

### Preproducción
John Brabourne decidió cambiar de la forma de adaptar las novelas de Christie emprendiendo un cambio en el tipo de adaptación literaria y en la realización. En opinión de los críticos de cine, cualquier adaptación de Agatha Christie se resiente de tres males:[cita requerida]
1. Los personajes son para la autora meras piezas de ajedrez definidas de forma unidireccional.
2. Las tramas son mecánicas.
3. La defensa de los valores victorianos lleva a la autora a caricaturizar a los personajes, que no son presentados con ironía, sino mediante la brocha gorda.

Anthony Shaffer escribió el guion intentando evitar en la medida de lo posible esos reproches . En primer lugar despojó a la adaptación de los tintes colonialistas que impregnaban la novela -escrita en 1937- que justificaban la existencia del Imperio británico, pues era consciente de que en 1978, 18 años después de la celebración de la Conferencia de Bandung, cualquier ficción que subrayase la superioridad de la cultura occidental sobre otras estaría llamada a generar polémicas. En un mismo sentido, y en colaboración con el actor Jon Finch, reportó dignidad al personaje marxista de la novela (Jim Ferguson), con el cual se cebaba la autora con una gran cantidad de defectos y vicios.
En segundo término, procedió a eliminar personajes: el italiano Richetti, la señora Allerton y su hijo Tim (algunos de cuyos rasgos se adivinan en el nuevo Ferguson), la sobrina de la señora Van Schuyler Cornelia Robson... De esta manera se reduciría el número de interrogatorios efectuados por Poirot. Ahora bien, para evitar que éstos no fueran acusados una vez más de mecánicos introdujo (con ayuda del realizador John Guillermin y del compositor Nino Rota) elementos de tensión en ellos. 
En tercer lugar, Anthony Shaffer sabía que había que extraer interés dramático a un material de partida más bien insustancial. Si la novela Asesinato en el Orient Express versaba sobre la culpabilidad colectiva de una sociedad, Muerte en el Nilo ofrece tres niveles de discurso:
El primero, esbozado por José María Latorre en un artículo, recae sobre el poder de la vida y que se establece desde el momento en que Poirot alza la vista a una esfinge egipcia que parece observarle. A lo largo de la película Poirot asistirá a los momentos claves de la trama. El segundo le era muy querido. Aprovechando el carácter egoísta de la asesinada, Shaffer habló sobre las diferencias de la clase y las relaciones de dominación. Linnet, a lo largo de la función, calumnia a un médico alemán, el Doctor Bessner que no puede permitirse ningún escándalo relacionado con su clínica; demanda a una escritora alcoholizada Salómé Otterbourne por escribir una novela erótica inspirada en su figura; prohíbe a su criada Louise dejar su empleo para reunirse con su amante egipcio. Un carácter dominante y expeditivo que heredó de su padre y arruinó a la familia de la señorita Bowers, forzándola a servir como enfermera.
Ahora bien a pesar del esfuerzo de Shaffer en la escritura de guion, varios especialistas consideran a Muerte en el Nilo como una película de equipo. Así por ejemplo José María Latorre en su libro Nino Rota: la imagen de la música señalaba que el trabajo del compositor giraba sobre tres direcciones: 1) componer temas de inspiración egipcia, 2) resaltar la influencia del paisaje sobre los personajes y 3) crear un clima plagado de presagios.
En un mismo sentido la labor fotográfica de Jack Cardiff procuraba resaltar el pasado histórico del país, primando los colores amarillos y azules, para sobrecoger a las criaturas ideadas por Christie. Asimismo el trabajo de John Guillermin se caracterizó por cierto sentido de lo atmosférico por ejemplo empleando trávelin que relacionan el vapor con la tierra o cuando a un camarero del barco se le cae una toalla al suelo y cuando la recoge la encuentra bañada en sangre.
John Guillermin le encomendó a Peter Ustinov expresar las vacilaciones de Poirot, reproduciendo sus dudas y sus procesos mentales, con la mirada. Bette Davis, la víspera de rodar con él, no pudo dormir porque sentía muchísima admiración hacia el intérprete. Al mismo tiempo, Ustinov se quedó desvelado, abrumado por compartir el encuadre con la protagonista de All about Eve.

### Rodaje
La película fue rodada en Egipto y en su mayor parte a bordo de un barco de vapor en el río Nilo. Para el rodaje de la obra cinematográfica se necesitaron un total de ocho semanas, cuatro a bordo de ese barco de vapor, Karnak (SS Sudan), y las otras cuatro en lugares como Asuán, Abu Simbel, Luxor y El Cairo.  También se rodó en otros lugares de interés cultural de Egipto, como las grandes pirámides, la Esfinge y los templos de Abu Simbel y Karnak. Cabe destacar también que durante el rodaje, para no tener que soportar las temperaturas de más de 50° (registraron una máxima de 54°) cuando llegaba el mediodía, se empezaba a maquillar y peinar a los actores y actrices del reparto en plena noche de 4.00 a 6.00 de la madrugada .
Sin embargo durante el rodaje también surgieron varios problemas, puesto que ya se hicieron reservas hoteleras para la tripulación. A causa de ello los actores fueron trasladados de hotel en hotel. A veces eso ocurría incluso a diario. Además, nunca se le permitió al director John Guillermin ver esos hoteles. Por orden de los productores, el largometraje se le envió a Londres directamente a él una vez acabado.

## Recepción
En taquilla la obra cinematográfica recaudó 14.560.000 de dólares estadounidenses (equivalentes a 61.123.961 dólares de 2023), por debajo de los 25.000.000 de dólares que consiguió su predecesora Murder on the Orient Express, cinco años atrás. 
En cuanto a la crítica la cinta recibió unas críticas generalmente positivas por parte de la crítica especializada. En la actualidad goza de una buena consideración entre los usuarios de los portales de información cinematográfica. En IMDb con más de 42.000 valoraciones obtiene una media ponderada de 7,3 sobre 10. Con 7.337 votos en FilmAffinity tiene una puntuación de 6,8 sobre 10. En Rotten Tomatoes obtiene la calificación de "fresco" para el 79% de las 19 críticas profesionales e idéntica puntuación para las más de 5.000 valoraciones otorgadas por los usuarios del agregador de críticas.
Entre las críticas positivas Fernando Morales para el diario El País reseñó que se trata de una "interesante versión de la novela de Agatha Christie, bastante fiel al original y con reparto de lo más acertado. Intriga con solera" y Santiago García para Leer Cine alabó que "el Poirot de Ustinov es perfecto. Carismático, divertido, recto, brillante, egocéntrico y excéntrico. Un detective digno de lo que soñó su autora y con semejante equipo alrededor devolviendo sus filosos diálogos y miradas todo es un espectáculo en sí mismo". La revista Variety destacó que es "una versión cinematográfica inteligente, ingeniosa, con una buena trama, bien producida y espléndidamente interpretada" e Ian Nathan para Empire escribió que "puede que Ustinov no sea el Poirot que tenemos en la cabeza, tras la serie de David Suchet: pero esto es puro Agatha Christie, impregnado en nostalgia y atmósfera".  Entre las críticas negativas Pauline Kael para The New Yorker destacó que "resulta fatalmente superficial en emoción, atmósfera y suspense. Pero aunque el efecto general es decepcionante, momento a momento los detalles siempre son interesantes" y la crítica de The New York Times sentenció que se trata de "un aburrimiento grande, caro y plagado de estrellas, en el que un montón de talentos famosos se permiten - o más bien, se les anima - a hacer una serie de gestos camp de sus propios manierismos".

## Premios
Oscar
- Oscar al mejor diseño de vestuario (Anthony Powell).

Globos de Oro
- Candidata al premio de mejor película extranjera.

Premios BAFTA
- Ganadora del Premio al mejor vestuario.
- Candidata al premio de mejor actor (Peter Ustinov).
- Candidata al premio de mejor actriz de reparto (Maggie Smith y Angela Lansbury).

National Board of Review
- Mejor actriz secundaria (Angela Lansbury).